# Rio Toropi
O rio Toropi é um rio brasileiro do estado do Rio Grande do Sul.